# فریب‌خورده (فیلم ۱۹۶۴)
فریب‌خورده (انگلیسی: The Patsy) که در ایران با نام پاتسی شناخته می‌شود، یک فیلم کمدی به کارگردانی جری لوئیس است که در سال ۱۹۶۴ منتشر شد.

## بازیگران
- جری لوئیس در نقش «استنلی بلت»
- اورت اسلون در نقش «کاریل فرگوسن»
- فیل هریس در نقش «شیک ویمور»
- کینن وین در نقش «هری سیلور»
- پیتر لوره در نقش «مورگان هیوود»
- جان کارادین در نقش «بروس آلدن»
- اینا بلین در نقش «الن بتز»
- اد سالیوان
- ریچارد باکالیان
- لورن گرین
- مایکل لندون
- اد وین
- گوین گوردن
- جرج رفت
- هدا هاپر
- جک آلبرتسون
- کاتلین فریمن
- نانسی کالپ
- نیل همیلتون
- نورمن آلدن
- روندا فلمینگ
- ریچارد دیکون
- مل تورمی
- هانس کانرید
- اسکاتمن کراثرز
- بیل ریچموند
- دل مور